# Kalmaki
Kalmaki (en rus: Калмаки) és un poble de l'óblast de Tomsk, a Rússia, que el 2015 tenia 253 habitants.